# Vikörn
Vikörn är en sjö i Ånge kommun i Medelpad och ingår i Delångersåns huvudavrinningsområde. Sjön har en area på 2,21 kvadratkilometer och ligger 377 meter över havet. Sjön avvattnas av vattendraget Delångersån (Svågan).

## Delavrinningsområde
Vikörn ingår i det delavrinningsområde (691045-151393) som SMHI kallar för Utloppet av Vikörn. Medelhöjden är 395 meter över havet och ytan är 10,08 kvadratkilometer. Räknas de 23 avrinningsområdena uppströms in blir den ackumulerade arean 134,5 kvadratkilometer. Avrinningsområdets utflöde Delångersån (Svågan) mynnar i havet. Avrinningsområdet består mestadels av skog (62 procent) och sankmarker (12 procent). Avrinningsområdet har 2,19 kvadratkilometer vattenytor vilket ger det en sjöprocent på 21,7 procent.